# Dobry Lasek

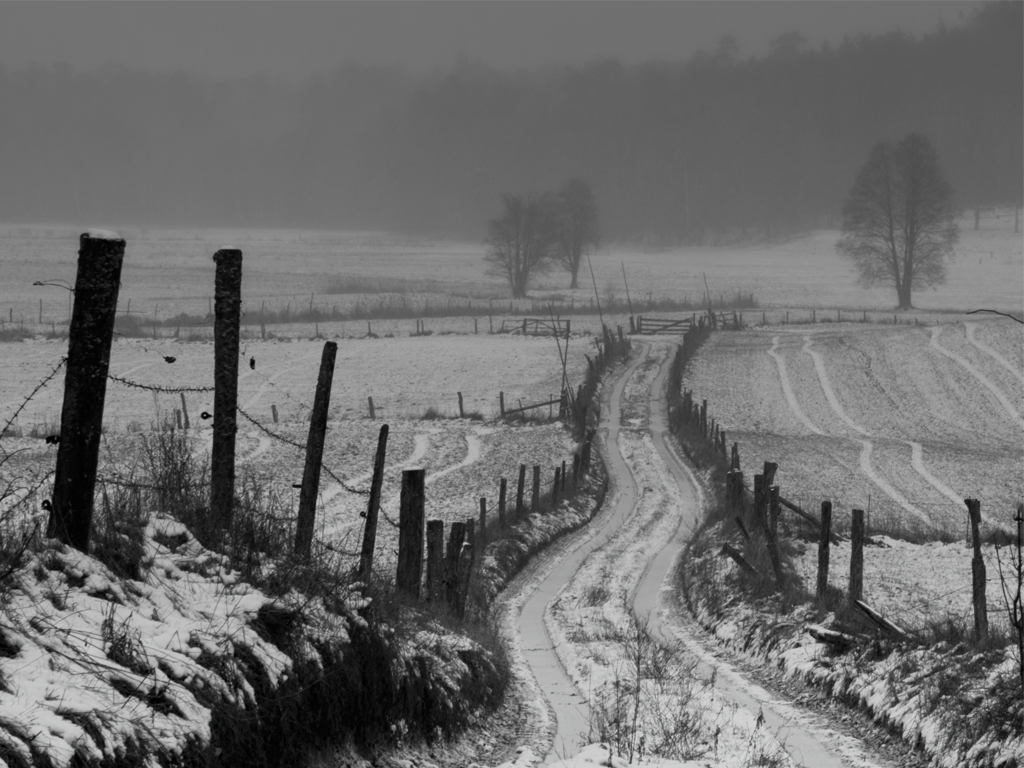
Dobry Lasek

Dobry Lasek (deutsch Guttenwalde) ist ein Dorf in der polnischen Woiwodschaft Ermland-Masuren. Es gehört zur Landgemeinde Piecki (deutsch Peitschendorf) im Powiat Mrągowski (Kreis Sensburg).

## Geographische Lage
Dobry Lasek liegt westlich des Großen Kollogiener Sees (auch: Großer Kalgiener See, polnisch Jezioro Kołowin) in der südlichen Mitte der Woiwodschaft Ermland-Masuren, 16 Kilometer südöstlich der Kreisstadt Mrągowo (deutsch Sensburg).

## Geschichte
Das bis 1945 Guttenwalde genannte Dorf entstand 1815/1817 durch Separation vom Dorf Czierspienten (1906–1945 Zollernhöhe, polnisch  Cierzpięty). Von 1874 bis 1945 war es in den Amtsbezirk Peitschendorf (polnisch Piecki) eingegliedert, der zum Kreis Sensburg im Regierungsbezirk Gumbinnen (ab 1905 Regierungsbezirk Allenstein) in der preußischen Provinz Ostpreußen gehörte.
Aufgrund der Bestimmungen des Versailler Vertrags stimmte die Bevölkerung im Abstimmungsgebiet Allenstein, zu dem Guttenwalde gehörte, am 11. Juli 1920 über die weitere staatliche Zugehörigkeit zu Ostpreußen (und damit zu Deutschland) oder den Anschluss an Polen ab. In Guttenwalde stimmten 180 Einwohner für den Verbleib bei Ostpreußen, auf Polen entfielen keine Stimmen.
In Kriegsfolge kam Guttenwalde 1945 mit dem gesamten südlichen Ostpreußen zu Polen und erhielt die polnische Namensform Dobry Lasek. Heute ist das Dorf Sitz eines Schulzenamtes (polnisch Sołectwo) und somit eine Ortschaft im Verbund der Landgemeinde Piecki (Peitschendorf) im Powiat Mrągowski (Kreis Sensburg), bis 1998 der Woiwodschaft Olsztyn, seither der Woiwodschaft Ermland-Masuren zugehörig.

### Einwohnerzahlen
| Jahr | Anzahl |
| ---- | ------ |
| 1839 | 96     |
| 1871 | 161    |
| 1885 | 269    |
| 1898 | 282    |
| 1905 | 266    |
| 1910 | 238    |
| 1933 | 260    |
| 1939 | 239    |
| 2011 | 117    |

## Kirche
Bis 1934 war Guttenwalde in die evangelische Kirche Aweyden, danach bis 1945 in die Kirche Peitschendorf in der Kirchenprovinz Ostpreußen der Evangelischen Kirche der Altpreußischen Union, außerdem bis 1945 in die katholische St.-Adalbert-Kirche in Sensburg im damaligen Bistum Ermland eingepfarrt. Heute gehört Dobry Lasek zur evangelischen Pfarrei Mrągowo mit ihrer Filialgemeinde Nawiady in der Diözese Masuren der Evangelisch-Augsburgischen Kirche in Polen sowie zur katholischen Pfarrei Nawiady im jetzigen Erzbistum Ermland in der polnischen katholischen Kirche.

## Verkehr
Dobry Lasek liegt an der Woiwodschaftsstraße 610, die von Piecki (Peitschendorf) über Ukta (Alt Ukta) bis nach Ruciane-Nida (Rudczanny/Niedersee-Nieden) führt. Eine Bahnanbindung besteht nicht.